# 亀浦村 (新潟県)
亀浦村（かめうらむら）は、かつて新潟県北蒲原郡にあった村。1901年11月1日の合併によって消滅し、現在は新潟市北区の一部となっている。
以下の記述は合併直前当時の旧亀浦村に関しての記述であり、現在では名称等が異なる場合がある。なお、ここに記述されていない内容に関しては新潟市などの記事を参照。

## 沿革
- 1889年（明治22年）4月1日 - 町村制施行に伴い北蒲原郡上土地亀新田、下土地亀新田、浦木村、太子堂興野、長戸呂新田（字川原毛）が合併し、亀浦村が発足。村役場は上土地亀新田に設置[2]。
- 1901年（明治34年）11月1日 - 北蒲原郡長場村、嘉山村（一部）と合併し、長浦村となり消滅。

## 地域
亀浦村は、合併した村名を継承する以下の大字で構成される。
上土地亀（かみどちがめ）
1889年（明治22年）まであった上土地亀新田の区域。現在の新潟市北区上土地亀・川西・美里および嘉山の一部。
下土地亀（しもどちがめ）

1889年（明治22年）まであった下土地亀新田の区域。現在の新潟市北区下土地亀および柳原の一部。
浦木（うらぎ）
1889年（明治22年）まであった浦木村の区域。現在の新潟市北区浦木。
太子堂興野（たいしどうごうや）
1889年（明治22年）まであった太子堂興野の区域。現在の新潟市北区新井郷。
長戸呂新田（ながとろしんでん）
1889年（明治22年）まであった長戸呂新田の内字川原毛の区域。現在の新潟市北区長戸。